# Love with Flaws
Love with Flaws (en hangul, 하자있는 인간들; romanización revisada, Hajaissneun Ingandeul) es una serie de televisión surcoreana emitida por MBC TV desde el 27 de noviembre de 2019 hasta el 16 de enero de 2020. Fue protagonizada por Oh Yeon-seo, Ahn Jae-hyun, Kim Seul-gi, Gu Won y Heo Jung-min.

## Sinopsis
Una comedia romántica sobre una mujer que odia a los hombres con caras bonitas, un hombre obsesionado con su aspecto y cómo las personas con defectos superan sus prejuicios.

## Reparto

### Personajes principales
- Oh Yeon-seo como Joo Seo-yeon[5]
- Ahn Jae-hyun como Lee Kang-woo
- Kim Seul-gi como Kim Mi-kyung
- Gu Won como Lee Min-hyuk
- Heo Jung-min como Park Hyun-soo

### Personajes secundarios
- Min Woo-hyuk como Joo Won-jae
- Cha In-ha como Joo Won-suk[6][7]
- Kim Jae-yong como Joo Seo-joon
  - Seo Woo-jin como Joo Seo-joon (de pequeño)
- Hwang Woo-seul-hye como Lee Kang-hee
- Jang Yoo-sang como Choi Ho-dol
- Yoon Hae-young como Oh Mi-ja / Ms. Oh
- Shin Do-hyun como Baek Jang-mi, es alguien con un secreto que admira a Joo Seo-yeon.
- Lee Do-yeop como el padre de Joo Seo-yeon.

### Otros personajes
- Lee Si-kang como el amigo de Lee Min-hyuk (Ep. 13, 16).
- Lee Jung-shik como un estudiante universitario.[8]

## Producción
La serie tuvo que afrontar un clima desfavorable entre la opinión pública meses antes de su emisión, debido a problemas familiares del protagonista Ahn Jae-hyun que condujeron a un polémico divorcio de su mujer Goo Hye-sun.
El 3 de diciembre de 2019 fue hallado muerto en su casa Chan In-ha, pero se mantuvo el personaje en la serie por deseo de la familia. En el capítulo emitido al día siguiente se incluyeron subtítulos de homenaje al actor fallecido.

## Recepción
La serie tuvo un buen comienzo en audiencia, pero fue cayendo paulatinamente hasta poco más del 2 % nacional. Se ha señalado como causa de ello la actuación del protagonista masculino, Ahn Jae-hyun, que recibió críticas por su interpretación, así como que la historia no contiene elementos de novedad y resulta obvia.
En la tabla siguiente, en azul aparecen los índices más bajos, y en rojo los más altos.
| Ep.      | Fecha de emisión original | AGB Nielsen (Nacional) |
| -------- | ------------------------- | ---------------------- |
| 1        | 27 de noviembre de 2019   | 3.2 %                  |
| 2        | 27 de noviembre de 2019   | 4.0 %                  |
| 3        | 28 de noviembre de 2019   | 2.2 %                  |
| 4        | 28 de noviembre de 2019   | 3.0 %                  |
| 5        | 4 de diciembre de 2019    | 2.5 %                  |
| 6        | 4 de diciembre de 2019    | 3.0 %                  |
| 7        | 5 de diciembre de 2019    | 2.3 %                  |
| 8        | 5 de diciembre de 2019    | 3.4 %                  |
| 9        | 11 de diciembre de 2019   | 1.9 %                  |
| 10       | 11 de diciembre de 2019   | 2.7 %                  |
| 11       | 12 de diciembre de 2019   | 2.5 %                  |
| 12       | 12 de diciembre de 2019   | 3.0 %                  |
| 13       | 18 de diciembre de 2019   | 2.4 %                  |
| 14       | 18 de diciembre de 2019   | 3.7 %                  |
| 15       | 19 de diciembre de 2019   | 3.3 %                  |
| 16       | 19 de diciembre de 2019   | 3.1 %                  |
| 17       | 25 de diciembre de 2019   | 2.1 %                  |
| 18       | 25 de diciembre de 2019   | 2.7 %                  |
| 19       | 26 de diciembre de 2019   | 2.2 %                  |
| 20       | 26 de diciembre de 2019   | 3.0 %                  |
| 21       | 1 de enero de 2020        | 2.8 %                  |
| 22       | 1 de enero de 2020        | 3.0 %                  |
| 23       | 2 de enero de 2020        | 2.3 %                  |
| 24       | 2 de enero de 2020        | 2.7 %                  |
| 25       | 8 de enero de 2020        | 2.0 %                  |
| 26       | 8 de enero de 2020        | 2.5 %                  |
| 27       | 9 de enero de 2020        | 1.9 %                  |
| 28       | 9 de enero de 2020        | 2.6 %                  |
| 29       | 15 de enero de 2020       | 2.1 %                  |
| 30       | 15 de enero de 2020       | 2.5 %                  |
| 31       | 16 de enero de 2020       | 2.3 %                  |
| 32       | 16 de enero de 2020       | 2.9 %                  |
| Promedio | Promedio                  | 2.7 %                  |

## Emisiones internacionales
- Malasia: Oh!K (2019).
- Singapur: Oh!K (2019).